# 쇼커 (제스처)

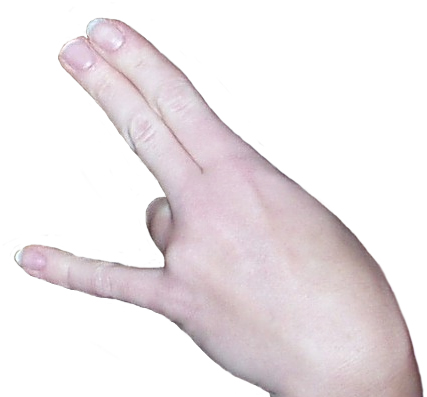
쇼커의 예시

쇼커(shocker)는 성적인 의미를 담고 있는 제스처이다. 집게손가락, 가운뎃손가락, 새끼손가락은 펴고 약손가락은 구부리거나 아래로 젖힌다. 집게손가락과 가운뎃손가락은 서로 붙여 잡는다. 엄지손가락은 손바닥에 밀착시키거나 – 제스처의 변형으로 – 펼칠 수 있다.
이 제스처는 파트너의 질에 집게손가락과 가운뎃손가락을, 그리고 항문에 새끼손가락을 삽입하는 성행위를 의미하며, 후자는 상대방을 "충격"에 빠뜨린다고 여겨진다. 엄지손가락을 펼치면 동시에 음핵을 자극하는 것을 의미한다. 하지만 이 손 제스처가 나타내는 성행위에 반드시 실용적인 것은 아니다.
이 제스처의 표준 형태는 질과 항문에 삽입되는 손가락의 개수를 언급하며 구어적으로 "분홍색에 두 개, 냄새나는 곳에 하나"로 알려져 있다.

## 같이 보기
- 샤카 사인